# Maraza
Maraza (mađ. Maráza) je selo u južnoj Mađarskoj.
Zauzima površinu od 9,70 km četvornih.

## Zemljopisni položaj
Nalazi se na 46°4' sjeverne zemljopisne širine i 18°31' istočne zemljopisne dužine, sjeverozapadno od Mohača. Seluv se nalazi 7 km zapadno, Gereš 3,8 km sjeverno, Marok 3 km istočno, a Litoba 1,8 km južno.

## Upravna organizacija
Upravno pripada Mohačkoj mikroregiji u Baranjskoj županiji. Poštanski broj je 7733.

## Stanovništvo
U Marazi živi 207 stanovnika (2002.), a među njima ima je bilo i Hrvata. Početkom 18. stoljeća su se u Marazu naselili Hrvati iz goranskog i ogulinskog kraja. Odatle su selili u okolna sela pečuške okolice kao što je Salanta i dr.
Božićne običaje Hrvata iz Maraze je zapisao Đuro Franković. Tako su primjerice, za Božić Hrvati iz Maraze na stol stavljali slamu, novac, pšenicu, ječam i raži.

## Vanjske poveznice
- (engl.) Maraza na fallingrain.com